# Läkt
Läkt, eller ribb, är en trävara som är tunnare än 38 millimeter[källa behövs] och som understiger ett breddmått på 63 millimeter. Överstigs dessa mått kallas träbiten istället en bräda. Läkt används bland annat som mellanliggare på trähus med stående trä (lockläkt).
Då man ska lägga takpannor används läkt som underliggare, först läggs ströläkt lodrätt (från nock till takfot), ovanpå ströläkten fäster man horisontella bärläkt, som takpannorna vilar på.